# Słopnice

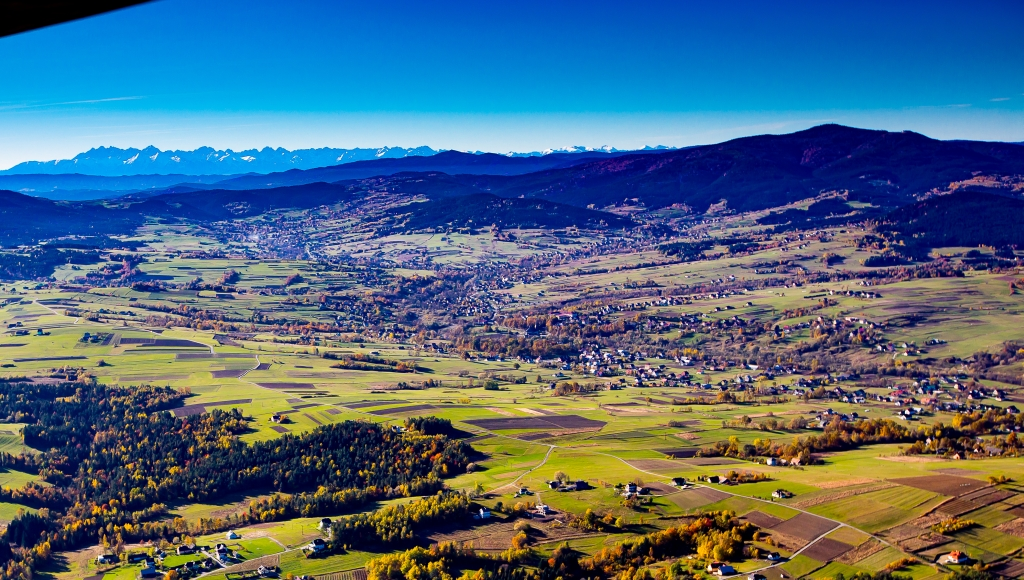
Słopnice z lotu ptaka

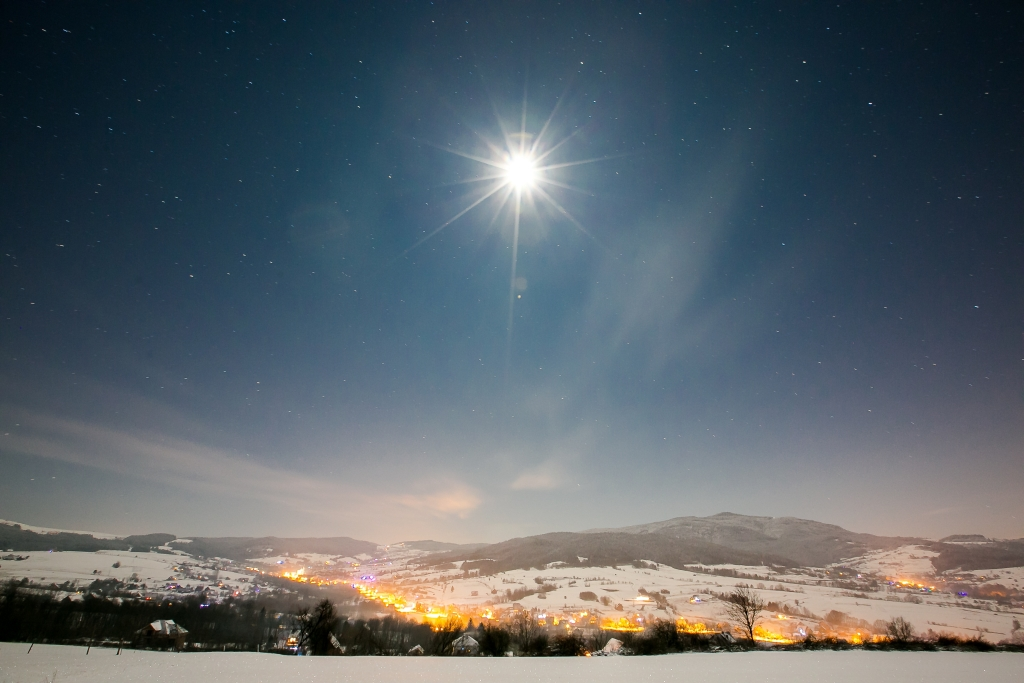
Panorama zimowa

Słopnice – wieś sołecka w Polsce, położona w województwie małopolskim, w powiecie limanowskim, w gminie Słopnice.
Siedziba gminy Słopnice.
W latach 1975–1998 miejscowość administracyjnie należała do województwa nowosądeckiego. Dawniej Słopnice należały do gminy Tymbark.

## Geografia

### Położenie
Słopnice położone są w centralnej części powiatu limanowskiego, pod najwyższym wzniesieniem Beskidu Wyspowego – górą Mogielicą (1171 m). Słopnice graniczą z gminami Dobra, Kamienica, Tymbark i miastem/gminą Limanowa. Miejscowość położona jest w Beskidzie Wyspowym w dolinie rzeki Słopniczanka i jej głównego dopływu Czarnej Rzeki, u podnóży Cichonia (929 m), Mogielicy (1170 m) i Łopienia (951 m). Na terenie wsi znajdują się jeszcze inne zalesione wzniesienia: Świerczek (734 m) i Dzielec (753 m).
Słopnice zajmują powierzchnię 57 km². Słopnice to najmłodsza gmina w powiecie, która powstała w 1997 roku poprzez odłączenie się od gminy Tymbark. W jej skład wchodzi jedna miejscowość Słopnice podzielona na pięć sołectw: Słopnice Górne – na południu, Słopnice Dolne Królewskie i Szlacheckie zajmują środkową i północną część gminy, Słopnice Mogielica położona na zachodzie i Słopnice Granice we wschodniej części gminy.
| L.P | Nazwa Sołectwa             | Liczba mieszkańców | Powierzchnia [km²] | Gęstość Zaludnienia [os/km²] | Mapa sołectwa |
| --- | -------------------------- | ------------------ | ------------------ | ---------------------------- | ------------- |
| 1   | Słopnice Dolne Szlacheckie | 2 012              | 7,9                | 255                          |               |
| 2   | Słopnice Dolne Królewskie  | 1 963              | 15,7               | 125                          |               |
| 3   | Słopnice Górne             | 1 642              | 15,3               | 107                          |               |
| 4   | Słopnice Granice           | 772                | 4,6                | 168                          |               |
| 5   | Słopnice Mogielica         | 739                | 13,3               | 55                           |               |

### Geologia i klimat
Wieś znajduje się na terenie Beskidu Wyspowego, który zbudowany jest z fliszu karpackiego. Składają się na niego dwa rodzaje warstw: warstwa magurska i warstwa podmagurska. Klimat we wsi jest przejściowy i niekorzystny dla rolnictwa. Najczęściej występującymi we wsi drzewami są świerki, jodły, buki i sosny.
W Słopnicach znajdują się niewielkie zasoby gazu ziemnego (80 mln m³) i ropy naftowej (1,5 tys. ton). W maju 1953 roku udzielono koncesji na wydobycie gazu ziemnego. Później wydobycie ropy i gazu zostało zaniechane.

### Gleby
Na terenie wsi występują silnie zakwaszone i mało zasobne gleby górskie, które powstały na podłożu z fliszu karpackiego: gleby brunatne wyługowane i gleby brunatne kwaśne, które zajmują największą powierzchnię, a także gleby bielicowe i pseudobielicowe. W dolinach cieków występują natomiast średnie i ciężkie mady. W użytkach rolnych najliczniejsze są gleby V klasy bonitacyjnej (stanowiące 49% użytków rolnych), a także gleby klasu VI (22%). Gleby IV klasy występują na łagodnych stokach i niżej położonych pagórkach, a także w dnie doliny Słopniczanki.
Duże nachylenie stoków we wsi sprzyja erozji gleb, natomiast wysoki poziom zalegania zwierciadła wód gruntowych na utworach słabo przepuszczalnych i nieprzepuszczalnych jest przyczyną występowania obszarów podmokłych.

### Wody
Miejscowość znajdują się w zlewni rzeki Słopniczanka, która miejscami przybiera górski charakter (duży spadek, szybki nurt wody i rumowisko skalne w korycie). Główne dopływy Słopniczanki to Babieniec, Czarna Rzeka, Janowski Potok, Michałkowski Potok, Mogielica.

## Rolnictwo

### Użytki rolne
Na rok 2022 tereny użytkowane rolniczo stanowią pod względem powierzchni 35,1% miejscowego planu zagospodarowania terenu, natomiast zieleń i wody stanowią ok. 47,6% powierzchni.
W 2005 roku miejscowości znajdowało 2520 ha gospodarstw rolnych, a przeciętna wielkość gospodarstwa wynosiła 3,4 ha i składała się średnio z 8 do 10 działek. Ze względu na mniejsze nachylenie stoków i lepsze gleby użytki rolne są bardziej liczne w środkowej i wschodniej części gminy.

### Uprawy

#### Zboża
W 2005 roku 70% powierzchni uprawnej zajmowały zboża z wyraźną przewaga pszenicy ozimej (w zachodniej i południowej części wsi uprawia się jednak głównie pszenicę jarą). Plon pszenicy na hektar wynosi około 13-24 q. Uprawa owsa zajmowała 23,5% z plonami wynoszącymi średnio 20 q/ha. Uprawa pozostałych zbóż (jęczmień, żyto i pszenżyto) nie przekracza 15%. W 2005 roku ponad 80% zbóż zbierano kombajnami (w porównaniu do lat 90. XX wieku, gdzie 90% zbóż koszono za pomocą kosiarek konnych).

#### Rośliny okopowe
Ziemniaki zajmowały w 2008 roku 22% powierzchni uprawnej. Zbiory ziemniaków przekraczają 200 q/ha w urodzajnych latach, a przy niekorzystnym przebiegu pogody spadają do 80 q/ha (podczas obfitych opadów deszczów zbiory ziemniaków udają się Podmogielicą i w Słopnicach Górnych, gdzie przez duże nachylenie terenu nadmiar wody spływa szybciej).

#### Pogłowie zwierząt[15]
| Zwierzę        | 1988 r. | 2005 r. |
| -------------- | ------- | ------- |
| Bydło ogółem   | 2944    | 1740    |
| Krowy          | 1569    | 1089    |
| Trzoda chlewna | 789     | 218     |
| Owce           | 1838    | 623     |
| Konie          | 772     | 230     |
| Drób           | 10571   | 9676    |

## Demografia
Obszar gminy liczący 57 km² na dzień 31 grudnia 2024 r. zamieszkuje 7128 osób, w tym: 3523 kobiet i 3605 mężczyzn, przez co wskaźnik gęstości zaludnienia wynosi 125 osób/km². Mieszkańcy zajmują się handlem, rolnictwem, usługami i drobną wytwórczością. Słopnice, podobnie jak inne miejscowości leżące w Beskidzie Wyspowym, posiadają charakter rolniczo-turystyczny. W momencie utworzenia gminy w 1997 wieś liczyła 5,5 tys. mieszkańców. W 2024 roku w Słopnicach narodziło się 87 osób, zmarło 41 osób. W związku z tym naturalny przyrost ludności wyniósł 46 osób.
Na 2021 rok wskaźnik feminizacji wynosił we wsi 97, natomiast wskaźnik obciążenia demograficznego wynosi 62,8 osób w wieku nieprodukcyjnym na 100 osób w wieku produkcyjnym. Średni przyrost naturalny wynosi około 8 ‰.
Do II wojny światowej w miejscowości żydzi stanowili od 1 do 3% ludności. Najwięcej żyło ich w Słopnicach w okresie lat 70. XIX wieku, gdzie było ich ponad 120.

## Oświata
We wsi działają cztery szkoły podstawowe: 
- Zespół placówek oświatowych w Słopnicach im. Jana Andrusikiewicza[23]
- Zespół szkoły podstawowej i przedszkola w Słopnicach im. Jana Pawła II[24]
- Szkoła podstawowa nr 3 w Słopnicach im. Marii Konopnickiej[25]
- Szkoła podstawowa nr 4 w Słopnicach im. Henryka Dąbrowskiego[26]

| Rok szkolny | ZPO | ZSPiP | SP Nr 3 | SP Nr 4 | Razem uczniów |
| ----------- | --- | ----- | ------- | ------- | ------------- |
| 2018/19     | 357 | 185   | 75      | 64      | 681           |
| 2019/20     | 380 | 182   | 75      | 57      | 694           |
| 2020/21     | 379 | 186   | 81      | 53      | 699           |
| 2021/22     | 413 | 173   | 84      | 48      | 718           |
| 2022/23     | 385 | 158   | 87      | 37      | 667           |
| 2023/24     | 393 | 176   | 99      | 34      | 702           |

Zgodnie z badaniami przeprowadzonymi przez ks. Stanisława Wojcieszaka w Słopnicach szkoła prawdopodobnie istniała już w XV wieku. Od  1832 aż do roku 1874 nauczyciel w szkole był również organistą.

## Kultura

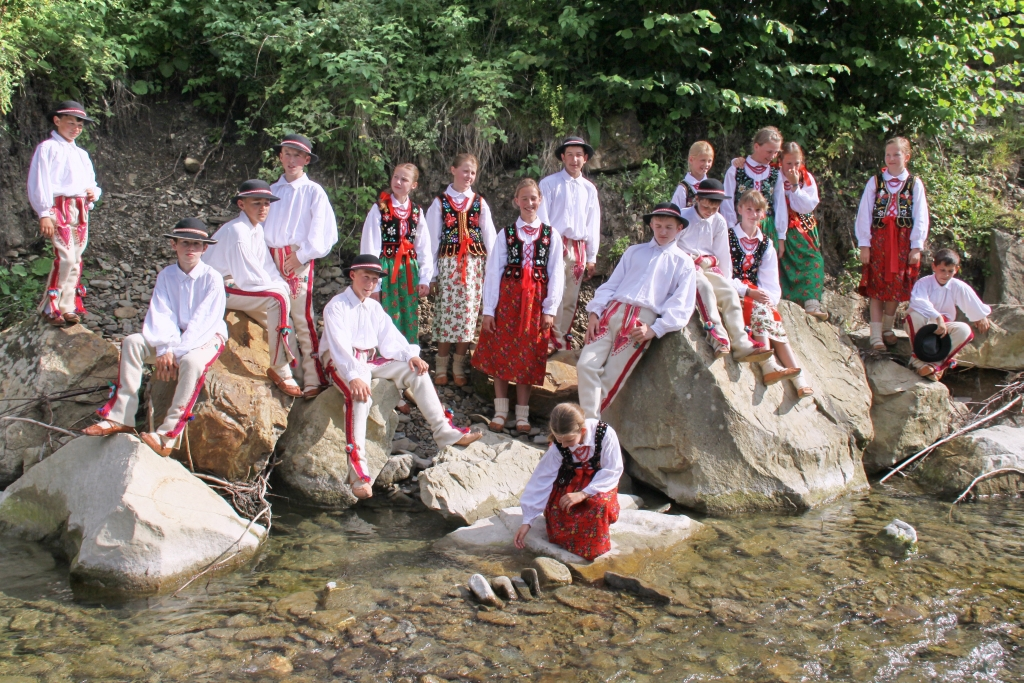
Dziecięcy Zespół Regionalny "Mali Słopniczanie"

### Zespoły

#### Dziecięcy Zespół Regionalny "Mali Słopniczanie"
Zespół regionalny, który powstał w październiku 1999 r. z inicjatywy dyrekcji Szkoły Podstawowej nr 1 w Słopnicach, który zajmuje się tańcem, pieśniami i gwarą z folkloru Górali Białych, Lachów i Górali Zagórzańskich. Zespół w 2003 roku wystąpił przed papieżem Janem Pawłem II podczas prywatnej audiencji w Watykanie.

#### Zespół Regionalny "Zbyrcok"
Zespół powstały 2 lutego 2013 roku, działający pod patronatem Związku Podhalan oddziału Białych Górali. Powstał on z inicjatywy osób, które z powodu osiągnięcia dorosłości musiały opuścić Zespół Małych Słopniczan. Nazwa zespołu pochodzi od regionalnego słowa, które oznacza metalowy dzwonek zawieszany na szyjach owiec.

#### Regionalny Zespół Pieśni i Tańca "Słopniczanie"
Zespół regionalny założony w październiku 1978 roku przez Marię Kaim we współpracy z Marią Król i Marianem Wójtowicz, prezentujący kulturę Górali Białych. Od września 1981 roku funkcję kierownika zespołu pełni Józef Wójtowicz.

#### Gminna Orkiestra Dęta Ochotniczej Straży Pożarnej "Wiolin"
Orkiestra założona w styczniu 1999 roku przez Jana Kaima.

#### Koło Gospodyń Wiejskich
Koło gospodyń wiejskich istniejące już od około 1950 roku.

### Sport

#### Klub Sportowy „Sokół Słopnice”
Klub piłki nożnej działający na terenie miejscowości. Istnieje w nim siedem grup: skrzaty, żaki, orliki, młodziki, trampkarze, juniorzy i seniorzy.
Pierwsze drużyny do gry w piłkę nożną powstawały w latach siedemdziesiątych i osiemdziesiątych XX wieku, jednak na przeszkodzie utworzenia własnego klubu w Słopnicach stał brak odpowiedniej infrastruktury. Miejscowi gracze należeli wtedy do klubu Harnaś Tymbark.
Z inicjatywy m.in. Andrzeja Lisa, Piotra Króla, Józefa Grucela, Tadeusza Grucela i Stanisław Zborowskiego doszło do powstania pierwszego klubu na terenie miejscowości: Ludowego Zespołu Sportowego (LZS) „Sokół”, który w późniejszym czasie przekształcił się w istniejący obecnie Klub Sportowy „Sokół Słopnice”. Pierwszy mecz klubu odbył się w 1994 roku na halowym turnieju Polonii Wiedeńskiej.

## Integralne części wsi
| części wsi | Biała Noga, Brodki, Chochołówka, Czajnówka, Czeczotki, Do Kaima, Dwór, Filipówka, Folwark, Garncarzówka, Giemziki Dolne. Giemziki Górne, Głębiec, Górki, Grabkówka, Granice, Gwizdówka, Hajdówka, Jachymówka, Janówka, Karczówka, Kulpówka, Kwaśniakówka, Liski, Malarzówka, Marciszówka, Marki, Michałki, Pachuty Dolne, Pachuty Górne, Papierzówka, Piaski, Piechotówka, Pod Mogielicą, Porębówka, Przylaski, Putówka, Pyrdały, Rola Dolna, Rola Górna, Sasy, Sączki, Sroki Dolne, Sroki Górne, Staniszówka, Śliwówka, Talaski, Udzielówka, Więcki, Wikarówka, Woźniówka, Wójtostwo, Zadziele, Zalas, Zapotok, Zarębki, Ząbczykówka, Zielińskówka |

## Historia

### Średniowiecze
Najstarsze wzmianki o założeniu wsi wskazują błędnie rok 1337, kiedy to Władysław Łokietek miał osadzić w miejscowości szesnastu jeńców pochodzenia Tatarskiego. Dokument mający potwierdzać powstanie parafii w Słopnicach w roku 1337, który znajduje się w archiwach parafialnych miejscowości był sfalsyfikowany, co wykazał w XIX w. Wojciech Kętrzyński, udowadniając, iż dokument był mistyfikacją stworzoną w XVIII w. przez Stanisława Morawskiego.
Dokument dotyczący rozprawy sądowej dziedziczenia własności szlacheckiej (poręby i lasu nad potokiem) między Skarbkiem ze Zręczyc, a Jaśkiem ze Zbydniowa pochodzący z roku 1400 stanowi jeden z najstarszych dokumentów, które wzmiankują o istnieniu miejscowości. Data ta nie stanowi jednak roku założenia miejscowości, a jest zaledwie poświadczeniem o już wcześniej istniejącej tam osadzie.
Skarbko i Jaśko byli współwłaścicielami miejscowości i członkami rodziny szlacheckiej Słupskich z ziemi Szczyrzyckiej posługującymi się herbem Krzywaśn i zawołaniem Drużyna. We wsi zamieszkali i przejeli we władania prawdopodobnie około XIV wieku.
Pierwsi osadnicy pochodzili z ziemi szczyrzyckiej i osiedlali się w dorzeczu Słopniczaki z polecenia króla Kazimierza Wielkiego w okolicach połowy XIV wieku mieszkali w dwóch osobnych wsiach rozdzielanych przez rzekę Słopniczankę: Słopnicy Królewskiej i Słopnicy Szlacheckiej. Wraz z postępującym karczowaniem lasu po obu stronach potoku, wieś zaczęła się coraz bardziej rozrastać i przesuwać coraz to wyżej. Północne części dorzecza Słopniczanki były wykarczowane i osiedlone później od południowej części. Proces wykarczania lasów potwierdza między innymi obecna nazwa części wsi ,,Zarębki".

Wieś została ulokowana na surowym korzeniu jako wieś leśno-łanowa na prawie niemieckim. Nawsie zgrupowane było po obu stronach potoku Słopnickiego. 

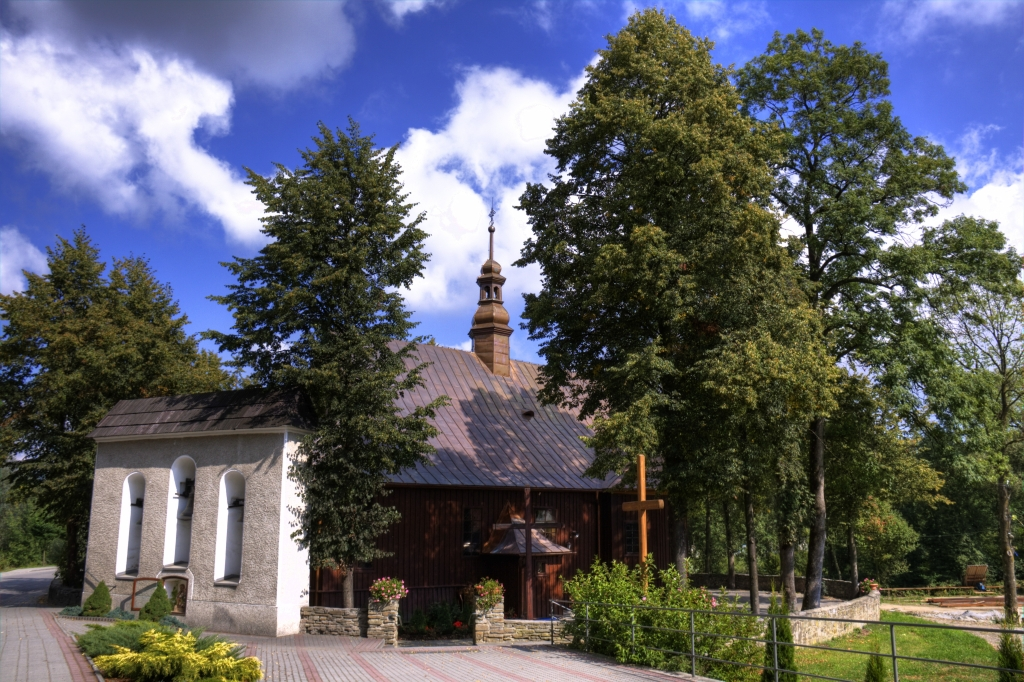
Zabytkowy kościół pw. Andrzeja Apostoła w Słopnicach Dolnych

Już pomiędzy 1358 a 1373 ufundowano tu pierwszą parafię. Została ona erygowana przez Kazimierza Wielkiego. W tym okresie wzniesiony został również pierwszy kościół pw. św. Andrzeja Apostoła. Kościół ten został rozebrany w XVIII wieku. W latach 1774–1776 zbudowano w Słopnicach zachowany do dziś kolejny drewniany kościół, przez starania proboszcza Jana Zwiernikiewicza, został on zbudowany przez cieślę Jana Golenckiego.
W 1446 roku biskup krakowski Zbigniew Oleśnicki wyłączył wieś z dekanatu szczyrzyckiego i włączył Słopnice do dekanatu dobczyckiego, do którego Słopnice będą należeć aż do 1784.

### XV wiek
W 1498 r. król Jan Olbracht zezwolił Stanisławowi z Brzezia na przekazanie miasta Tymbark wraz ze Słopnicami Janowi Jordanowi z Zakliczyna. Słopnice Królewskie w XV wieku zarządzane były przez ród Jordanów, a część szlachecka przez Mstowskich.
Od XV do XVI wieku rozpoczęła się migracja nowych osadników wołoskich na tereny Beskidu Wyspowego w tym Słopnic. Zamieszkiwali oni głównie północne odcinki dorzecza Słopniczanki, gdzie posiadali swoje działki nazywane zarębkami. Niektóre z powszechnie występujących do dziś we wsi nazwisk (takich jak Ubik, czy Gaura) są śladami po kolonizacji wołoskiej.

### XVI wiek
13 stycznia 1504 doszło do rozgraniczenia posiadłości królewskich i szlacheckich przez komisarzy królewskich. Wydarzenie to stanowiło również pierwszą wzmiankę o Słopnicach Królewskich.
W 1510 zakończył się proces Jana Mstowskiego i Piotra Słupskiego w sprawie granic między Słopnicami a Limanową.
W lustracji pochodzącej z 1564 roku pojawia się zmianka o płaceniu daniny przez mieszkańców Słopnic w postaci poławianych pstrągów w Czarnej Rzece. Były one łowione za pomocą sieci rybackiej, którą nazywano słopem lub słepem od których wzięła się nazwa miejscowości.
Archidiakon krakowski Krzysztof Kazimierski przeprowadził wizytację kanoniczną parafii w 1596 roku.

### XVII wiek
We wsi prawdopodobnie w okolicy XVII wieku osadzili się jeńcy tureccy, którzy mogli zostać tam osadzeni przez Stanisława Lubomirskiego, do którego należały dobra Słopnickie.
W 1637 proboszcz parafii Słopnice ks. Stanisław Zieliński odnawia kościół parafialny i nakazuje przemalowanie obrazu Święta Rozmowa.
Sufragan biskup Mikołaj Oborski przeprowadził wizytację kanoniczną parafii w 1655 roku.

### XVIII wiek
W pierwszej połowie osiemnastego wieku w Słopnicach znajdowały się dwa dwory: jeden, który znany był jako stary dwór (dokładna data powstania starego dworu nie jest znana) i drugi, który określano mianem nowego dwóru. Stary dwór został splądrowany w czasie rabacji galicyjskiej, jednak to nowy dwór poniósł większe straty, co w końcu doprowadziło do jego zniszczenia.
W 1730 wizytację kanoniczną parafii przeprowadził archidiakon sądecki Józef Jordan z sufranem Michałem Unickim. Wizytacja ta ujawnia, iż proboszcz posiadał browar i maszynę do warzenia piwa. Wizytacja z 1748, wykazała, iż proboszcz posiadał prawo do propinacji. Sprzedaż wódki miała odbywać się w budynku naprzeciw kościoła i trwać aż do roku 1835, kiedy władze austriackie wprowadziły akcyzę.
August III 30 sierpnia 1754 roku dał Słopnicom prawo do organizowania jarmarków. Natomiast w 1784 Słopnice zostają włączone do dekanatu tymbarskiego.
Od 1774 roku do 1776 trwała budowa do dziś istniejącego kościoła św. Andrzeja Apostoła, dzięki staraniom ks. Jana Zwiernikiewicza. 25 października 1776 roku biskup krakowski Franciszek Potkański konsekruje kościół i wmurowuje do ołtarza relikwie św. Symplicjusza i Wiktora.
21 stycznia 1759 roku w Słopnicach Szlacheckich urodził się wicebrygadier w powstaniu kościuszkowskim Sebastian Dunikowski.
W połowie XVIII w. we wsi mieszkało prawie siedemdziesiąt rodzin kmiecych i istniały w niej dwa młyny (jeden z nich powstały w 1564) i karczma, w której warzone było piwo. Słopnice Szlacheckie weszły w skład „tenuty” tymbarskiej, która była zarządzana głównie przez ród Lubomirskich. W tamtym czasie wieś bardzo się rozwinęła w uprawie roli i gospodarce pasterskiej i zaczęła słynąć z wyrobu gontów.

### XIX wiek
W 1815 urodził się tutaj Jan Kanty Andrusikiewicz, nauczyciel ludowy i organista w parafii chochołowskiej, jeden z przywódców powstania chochołowskiego z 1846 r. Jedna z szkół podstawowych w Słopnicach została nazwana jego imieniem.
W 1827 roku we wsi istniała szkoła podstawowa pod patronatem proboszcza, która później stała się Szkołą Podstawową nr 1.
Słopnice Szlacheckie były dominium zbiorowym w cyrkule sądeckim i w latach 1848–1855 właścicielami cząstkowymi wsi byli: Jan Szembek, Sydona Szembek, Rudolf i Honorata Miłkowscy oraz Berla i Anna Schützer.
W XIX wieku, jak i na początku XX wieku we wsi panowała epidemia cholery, szkarlatyny i tyfusu. W 1847 roku zmarły 464 osoby. Osiem lat później w 1855 roku w wyniku epidemii cholery zmarły 82 osoby.
Już pod koniec XIX w. w obu wsiach liczba ludności wynosiła 3500 mieszkańców.
W 1864 ks. Sumara zbudował nową karczmę przy pomocy parafian po zbudzeniu poprzedniej, której groziło zawalenie przez starość zabudowy. W 1882 karczma została odnowiona przez ks. Kmietowicza, a cztery lata później ks. Józef Boxa pozbywszy się z karczmy Żyda, stworzył w niej sklepik, bibliotekę ludową i kółko rolnicze. Mieszkający we wsi żydzi zajmowali się głównie produkcją i sprzedażą alkoholu, z którą zwalczać próbował miejscowy ksiądz Józef Boxa.
W 1878 roku ks. Jan Wańczyk stworzył istniejący do dziś cmentarz parafialny.
W 1891 Słopnice zostają włączone do utworzonego dekanatu limanowskiego, do którego należą do czasów obecnych.
We wsi wykorzystywano len włóknisty jako surowiec olejarski, na co wskazuje tłocznia pochodząca z XIX wieku, obecnie znajdująca się w skansenie w Nowym Sączu.
W pierwszej połowie XIX w. został wybudowany dwór Bobrowskich w stylu klasycystycznym, który w późniejszych czasach wojny służył jako szpital dla chorych. Został on splądrowany w okresie rabacji galicyjskiej.

### XX wiek

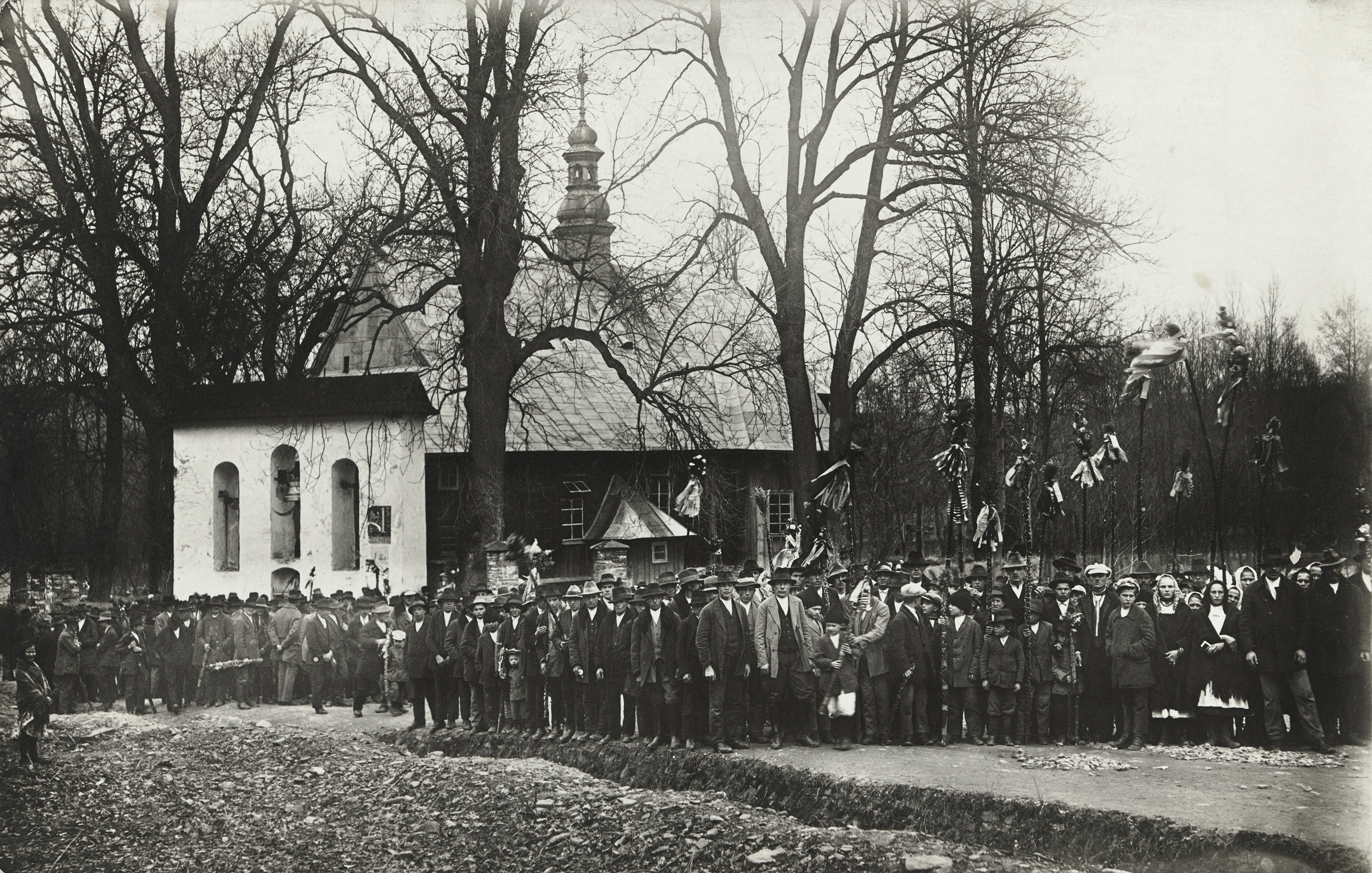
Fotografia ukazuje tłum wiernych w Niedzielę Palmową przed kościołem św. Andrzeja Apostoła w Słopnicach. Zdjęcie datowane jest na pierwszą ćwierć XX w.

W 1904 w Słopnicach w rodzinie żydowskiej urodził się Eliasz Sanders, ojciec Berniego Sandersa, kandydata w wyborach prezydenckich w Stanach Zjednoczonych w 2016. Eliasz Sanders wyemigrował do Stanów Zjednoczonych w 1921.
W czasie I wojny światowej na terenie Słopnic przebywał Józef Piłsudski z Legionami. Na niedalekiej Przełęczy Chyszówki (obecnie Przełęcz Rydza-Śmigłego) jego żołnierze stoczyli w listopadzie 1914 zwycięską bitwę z wojskami rosyjskimi.
Od końca listopada roku 1914 we wsi stacjonował Jan Opeliński, który przeprowadzał tam nocne patrole.
W 1930 po połączeniu gromad Słopnice Szlacheckie i Królewskie utworzono gminę Słopnice, której zarządcą został pochodzący z osiedla Sasy Jan Wojcieszak. W tym roku doszło również do połączenia osobnych dotąd wsi po obu stronach rzeki. Nową miejscowość zaczęto nazywać Słopnice. Gmina Słopnice istniała zaledwie 5 lat, później została zlikwidowana i włączona do gminy Tymbark za działalność ruchu ludowego.
Podczas II wojny światowej w Słopnicach dochodziło do walk partyzanckich w lasach Mogielicy z hitlerowskim okupantem. Nieopodal osiedla Groń w 1942 roku, doszło do spacyfikowania roku po odnalezieniu w nim radiostacji. W wyniku II wojny światowej w Słopnicach zginęło łącznie 38 osób.
28 stycznia 1944 r. w nieznanych okolicznościach na zboczach Mogielicy doszło do wypadku niemieckiego bombowca Heinkel He 111. Pilotem samolotu był porucznik Alfred Gutschmidt. W wyniku rozbicia zginęła cała pięcioosobową załoga (Alfred Gutschmidt, Horst Zogesiter, Karl Meinert, Heinrich Kohls i Heinrich Műller), których ciała zostały pochowane na cmentarzu wojskowym w Krakowie. Do przemieszczenia pozostałości samolotu została zorganizowana ludność Słopnic przez żandarmerię niemiecką z Limanowej. Po zauważeniu braków we wyposażeniu i broni wraku samolotu rozporządzono rewizję miejscowej ludności.
17 sierpnia 1944 na terenie cmentarza cholerycznego rozstrzelano 32 osoby przywiezione z więzień w Krakowie i Nowym Sączu. Do ekshumacji zwłok doszło w kwietniu 1945 roku.
Bibliotekę publiczną utworzono w 1953, dzięki staraniom Eugenii Filipiak. Biblioteka do roku 1966 znajdowała się w już nieistniejącym budynku naprzeciw Kościoła w Słopnicach Dolnych. Później biblioteka wielokrotnie zmieniała swoją lokalizację: W latach 1967–1973 znajdowała się w prywatnym budynku Aleksandry i Józefa Wojcieszak, później przez kolejne trzy lata mieściła się u rodziny Bednarczyków koło cmentarza, natomiast od 1977, aż do 1996 roku ponownie mieściła się u Państwa Wojcieszaków. Od 1997 roku znajduje się ona w budynku starej plebanii.

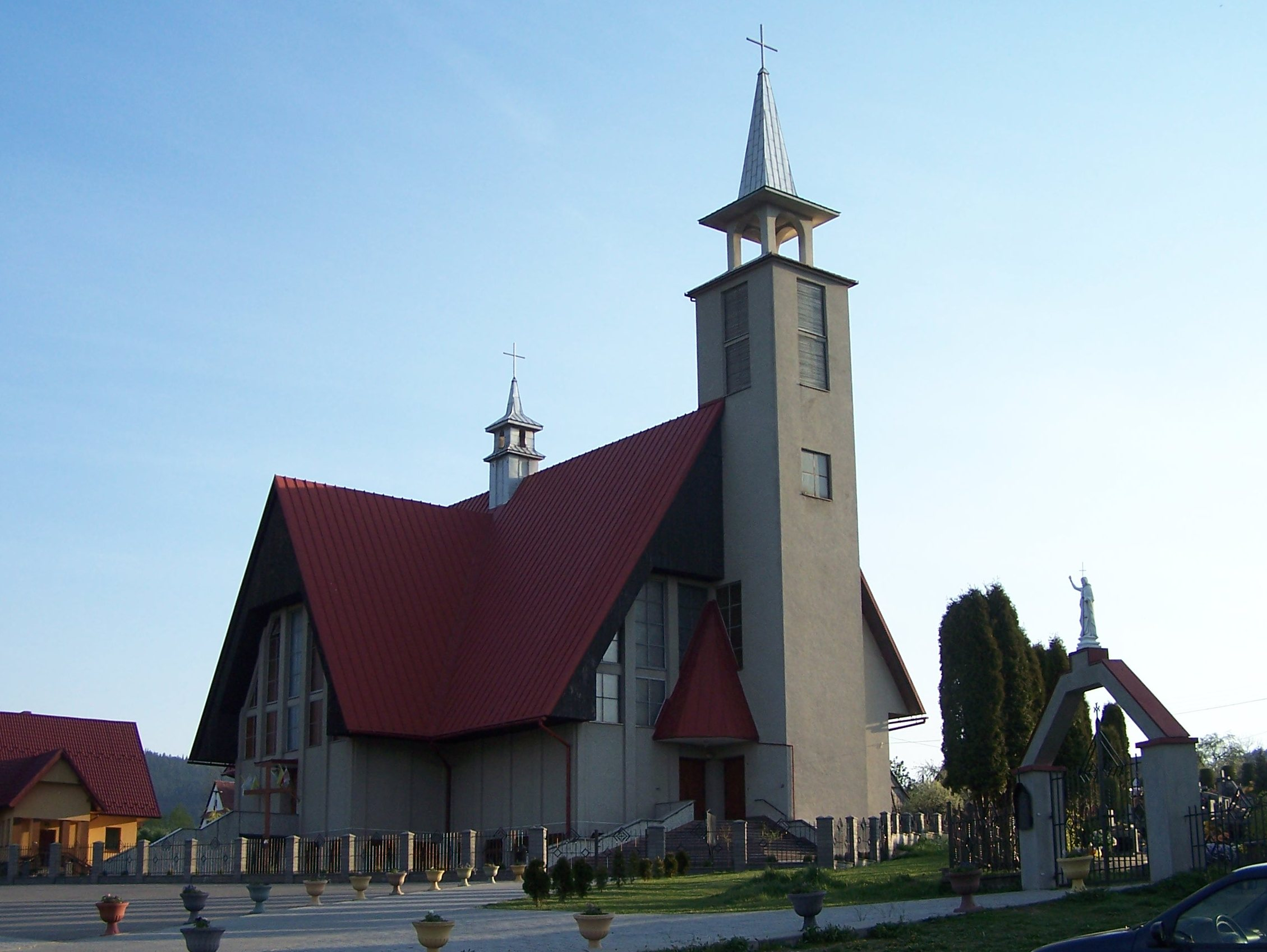
Kościół w Słopnicach Górnych

W 1957 roku we wsi odbywa się elektryfikacja (nie następuje ona jednakże na Przylaskach i Zaświerczu).

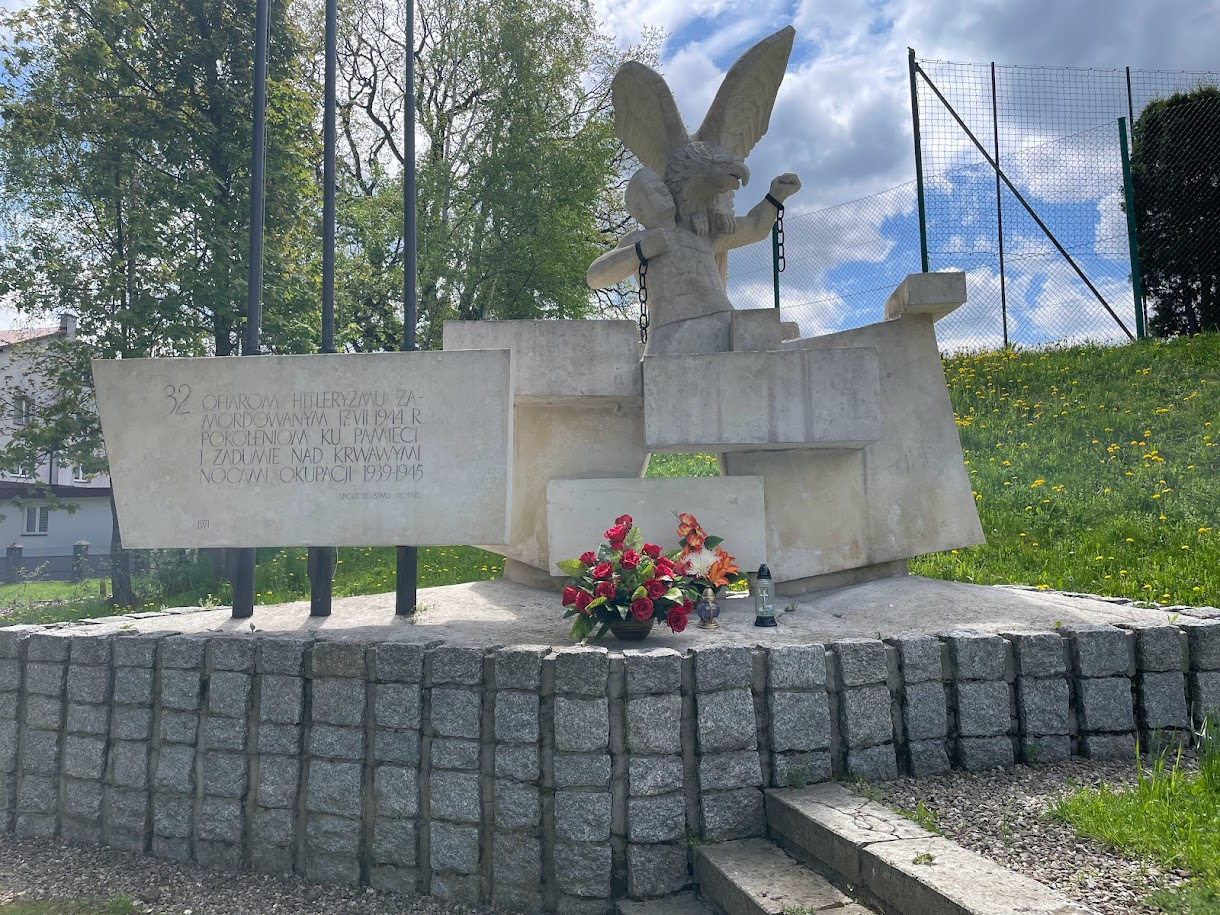
Słopnice pomnik ofiar

Jesienią 1955 roku na znak protestu przeciwko usunięciu lekcji religii ze szkół, dzieci ze Słopnic przez trzy dni nie uczęszczały do szkoły.
19 lutego 1967 roku odbyło się uroczyste przekazanie ośrodka zdrowia.
7 listopada 1971 roku odsłonięto pomnik ku czci 32 osób zamordowanych 17 sierpnia 1944 w czasie II wojny światowej. Pomnik był projektu Jana Buzka, a stworzony został przez lokalnego artystę Andrzeja Kwiatkowskiego.
W 1981 wydzielono drugą parafię na terenie Słopnic – parafię Najświętszej Maryi Panny Częstochowskiej. Erygowana 20 marca 1981. 2 grudnia 1984 został konsekrowany wybudowany dla jej potrzeb kościół parafialny.
W latach 90. ankietę na temat oddzielenia Słopnic od gminy Tymbark wypełniło 2300 osób. Tylko trzy osoby były za pozostaniem w gminie Tymbark, a cztery osoby wstrzymały się od głosu. Od 1 stycznia 1997 Słopnice są siedzibą gminy, której granice pokrywają się z granicami wsi. Pierwszym wójtem gminy został Tadeusz Parchański.

### XXI wiek
Od 2003 roku w nakładzie tysiąca egzemplarzy wydawany jest kwartalnik „Nasze Słopnice”, który informuje o wydarzeniach i życiu miejscowości.

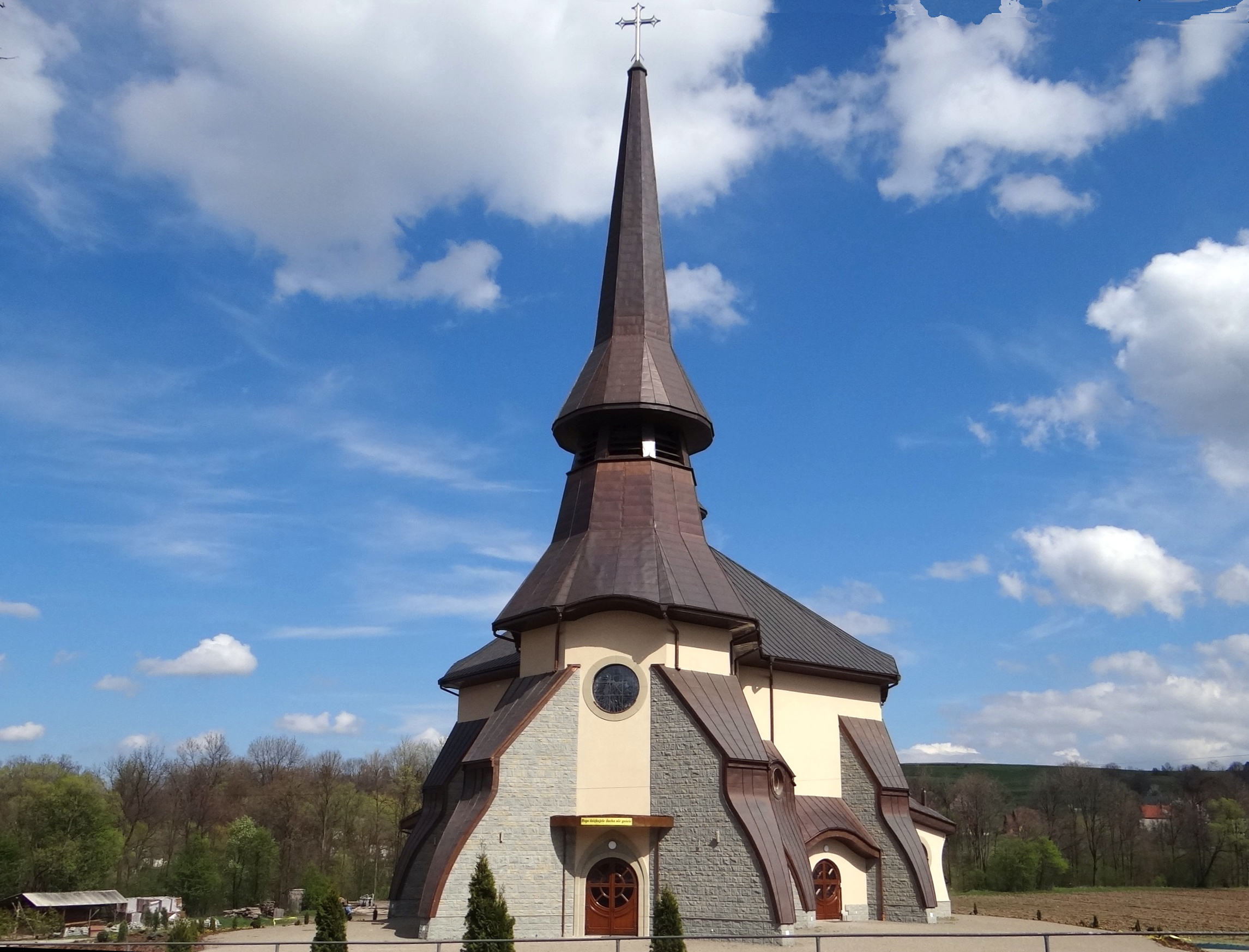
Kościół św. Jana Pawła II w Słopnicach Dolnych

18 czerwca 2004 roku na Mogielicy został zbudowany 3,5 metrowy krzyż na pamiątkę rocznicy pięćdziesięciu lat od odwiedzenia tej góry przez papieża Jana Pawła II. Co roku w przedostatnią niedzielę sierpnia odbywa się pod nim msza w intencji turystów, która jest częścią organizowanego ,,złazu turystycznego Mogielica".
W 2013 roku po trwającej pięć lat budowie, powstał Kościół św. Jana Pawła II, który zastąpił poprzedni zabytkowy kościół parafialny, dzięki staraniom proboszcza Jana Gniewka. Autorem projektu nowego kościoła był Sebastian Pitoń. Poświęcenia 16 listopada 2013 dokonał bp. Andrzej Jeż.

## Herb
1997 roku po utworzeniu samodzielnej Gminy Słopnice rozpoczęto prace mające na celu opracowanie herbu Gminy. Powołana wówczas komisja ds. herbu miała na celu nie tylko opracowanie herbu ale również odtworzenie na podstawie istniejących w przeszłości herbów wsi: Słopnicy Królewskiej i Słopnicy Szlacheckiej. Każda z tych wsi miała swój herb: Słopnice Królewskie – kosę i grabie, a Szlacheckie – sowę.

Herb gminy Słopnice

Na stworzenie herbu w gminie został ogłoszony konkurs, który został rozstrzygnięty wybraniem propozycji Bogumiły Wikar z osiedla Plebańskie.

## Turystyka
Szczególnie atrakcyjne dla turystów i wczasowiczów są tereny Zaświercza – głębokiej kotliny pomiędzy Łopieniem i Świerczkiem oraz rejony Górnych Słopnic i Przełęczy Słopnickiej.
Od 2017 roku Słopnice są bazą dla ekstremalnego maratonu pieszego Kierat, gdzie zawody mają swój start i metę.

### Szlaki turystyczne
– z Tymbarku podnóżami Łopienia, przez Zaświercze, Mogielicę, Krzystonów, Jasień w Gorce (na Turbacz).
 - biegnie od Dobrej przez szczyt Łopienia, Przełęcz Rydza Śmigłego, Mogielicę, przełęcz Słopnicką.
 – na terenie Słopnic wyznaczono ok. 40 km szlaków rowerowych:
- Trasa I: Słopnice Granice Leśniczówka – Cichoń – przełęcz Zapowiednica – Wyrąbiska – Zalesie Leśniczówka – szlakiem na Mogielicę i szlakiem na Chyszówki (z wariantem Cichoń – Ostra)
- Trasa II: Słopnice Mogielica (skład drzewa) – Groń – droga stokowa popod szczyt do Półrzeczek z wariantem zjazdu do Szczawy drogą stokową biegnącą południowym stokiem Mogielicy
- Trasa III: Przełęcz Chyszówki – szlakiem na Łopień – poprzez masyw Łopienia na Hajdowską Górę – do Słopnic Dolnych.

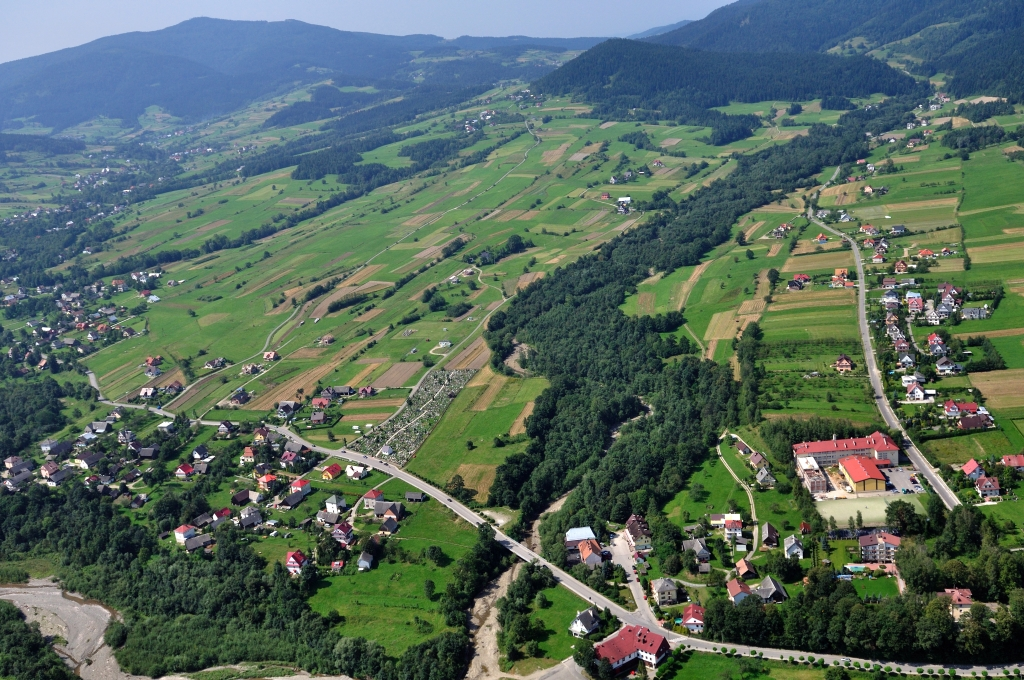
Widok z lotu ptaka

 Ścieżka historyczna 1 Pułku Strzelców Podhalańskich AK im kpt. Juliana Krzewickiego – to najnowsza propozycja skierowana do turystów i sympatyków historii okresu wojennego. Szlak prowadzi między masywami Cichonia (929 m), Dzielca (753 m) oraz Mogielicy (1171 m). Na trasie znajduje się 12 punktów – miejsc pamięci, leśniczówek, gajówek, miejsc zrzutów, obrazujących działalność konspiracyjną oddziałów AK w okresie II wojny światowej.

### Atrakcje turystyczne
- Mogielica (1171 m) – „Królowa Beskidu Wyspowego”. Ze szczytu Mogielicy można podziwiać piękną panoramę Tatr, Gorców, Pienin i całego Beskidu Wyspowego. Pod względem widokowym rozległa hala na zachodnim stoku Mogielicy jest jednym z najbardziej oryginalnych miejsc w Beskidzie Wyspowym. Mogielica stanowi również doskonały punkt wypadowy na inne sąsiadujące szczyty: Krzystonów (1012 m), Jasień (1052 m) – Przysłop – Turbacz.
- Także tutaj, na polanie widokowej wznosi się krzyż nawiązujący do papieskiego pastorału. Zgodnie z zamysłem krzyż ten jest trwałym znakiem upamiętniającym wędrówkę ks. Karola Wojtyły na Mogielicę i sprawowaną tam przez niego Eucharystię. Krzyż ten staraniem ks. Stanisława Wojcieszaka i władz Gminy Słopnice wbudowano 18 sierpnia 2004 roku, a kilka dni później 22 sierpnia, podczas VI Złazu Turystycznego nastąpiło uroczyste poświęcenie.
- trasa narciarstwa biegowego „Mogielica” – przeznaczona jest zarówno dla wytwornych biegaczy, jak również osób korzystających z nart dla relaksu. Prowadzi drogą stokową wokół masywu Mogielicy. Rozpiętość wysokości trasy sięga 750–900 m, a jej całkowita długość to ok. 23 km. Trasa jest oznakowana, posiada kilka alternatywnych zjazdów i parkingi samochodowe. Istnieje możliwość bezpłatnego wypożyczenia nart, latem rowerów i sprzętu do nordic walking.
- wieża widokowa na Mogielicy – została wzniesiona w sierpniu 2008 r. Przy bezchmurnej pogodzie z wysokości koron drzew można podziwiać rozległe tereny Beskidu Wyspowego i Sądeckiego, Gorce, a nawet i Tatry. W budowę drewnianej konstrukcji zaangażowały się samorządy trzech gmin: Dobrej, Kamienicy i Słopnic oraz Małopolski Urząd Wojewódzki. Wykonawcą tej niecodziennej inwestycji była sądecka firma Jana Kożucha, która zrealizowała projekt autorstwa Pani Amal Janusz. Pierwszymi turystami, którzy mogli podziwiać wspaniałą panoramę roztaczająca się z wieży byli uczestnicy X Jubileuszowego Złazu Turystycznego Mogielica 2008. Drewniana konstrukcja z platformą widokową ściąga na szlak wiodący na Mogielicę dużą liczbę turystów.
- trasy rowerowe, które zadowolą najbardziej wybrednych cyklistów. Przebiegają one przez najpiękniejsze zakątki Beskidu Wyspowego Szczawę, Cichoń, Przełęcz Słopnicką, Chyszówki, Łopień, Mogielicę.
- jaskinie – na górze Łopień istnieje 20 jaskiń. Najdłuższa, a zarazem najgłębsza jaskinia to: „Jaskinia Zbójecka w Łopieniu o długości 404 metrów. Jest to jedno z największych w Polsce stanowisk nietoperza podkowca małego. Równie ciekawe są pozostałe jaskinie: Czarci Dół (140 m) i Złotopieńska Dziura (150 m).
- w środkowej części Łopienia na grzbiecie znajdują się też liczne mokradła i podmokłe torfowiska, zwane „Bagnami Łopieńskimi”. Miejsce to robi duże wrażenie – prócz podmokłej łąki zalana jest znaczna połać lasu.

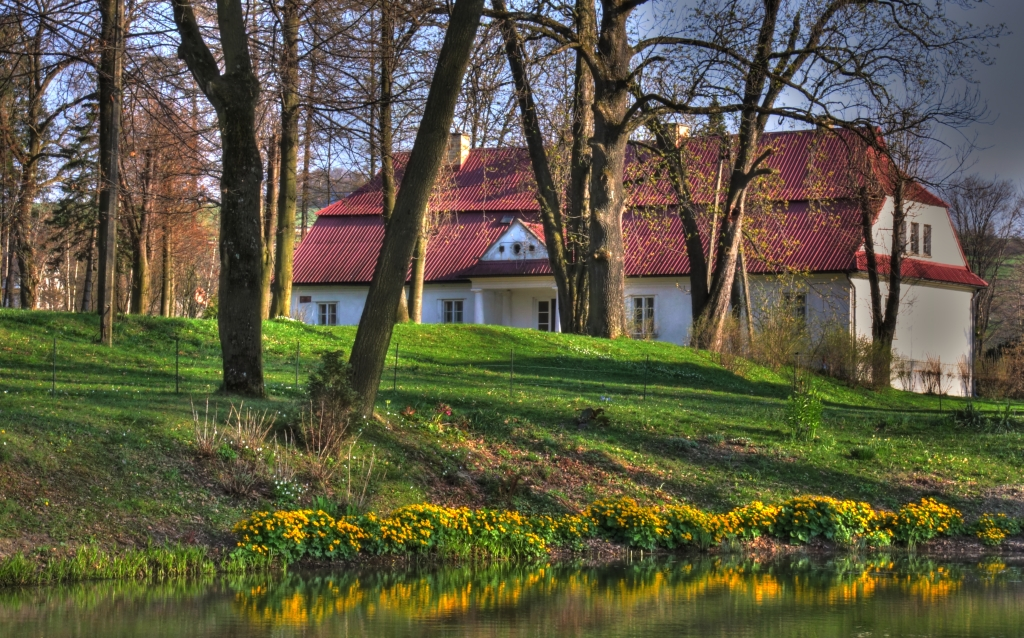
Dwór w Słopnicach

## Zabytki
Obiekt wpisany do rejestru zabytków nieruchomych województwa małopolskiego.
- Drewniany kościół parafialny pw. św. Andrzeja Apostoła wraz z otoczeniem, które stanowi działka ogrodzona kamiennym murem;
- dwór;
- ogród dworski.

### Inne zabytki
- osobny cmentarz ofiar epidemii cholery z 1871 roku (na Zaświerczu);
- izba regionalna w szkole podstawowej,
- zabytkowe kapliczki i kaplice przydrożne.

## Toponimia

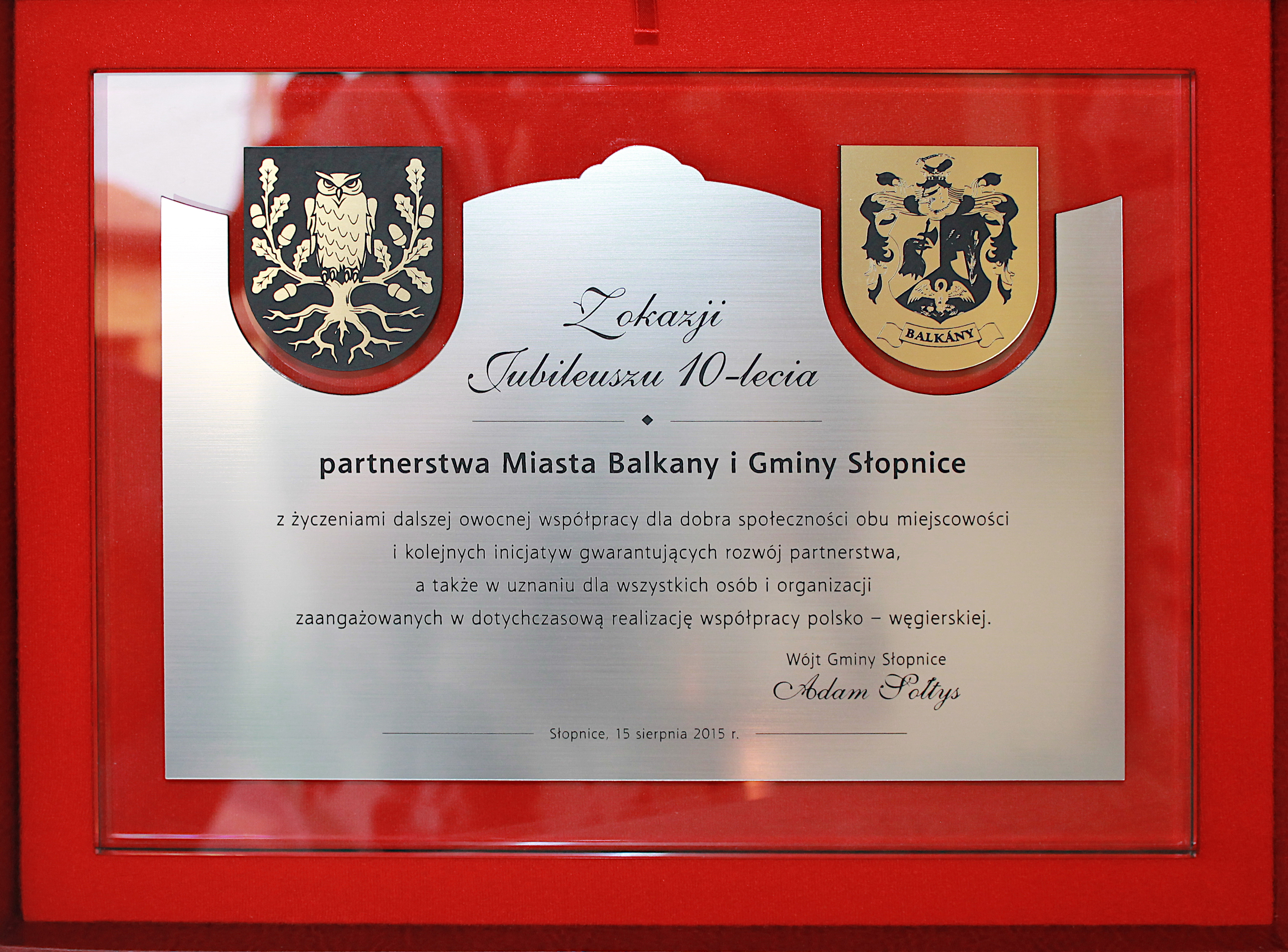
Tablica pamiątkowa z okazji 10-lecia partnerstwa między miejscowościami

Obecna nazwa miejscowości weszła w użycie w okolicach XVIII i XIX wieku. Nazwa „Słopnice” wzięła się od nazwy rodzaju sieci, służącej do połowu ryb w górskich potokach „slop” albo „slemp”. Miejscowość ta nosiła jednak wiele różnych nazw „Slopnicza” w 1400 r., jednak już w 1405 nazwa brzmiała „Slopnicza”, później występowała również nazwa „Słopnica”. Samo określenie wywodzi się z języka fińskiego od słowa „salpa”.

## Miasta partnerskie
– Chlebnice, Słowacja (2002)
 – Balkány, Węgry (2005)
 – Lázári, Rumunia (2007)
 – Gießhübl, Austria (2013)
 – Zajta, Węgry (2015)